# Яни Люкров
Яни Христов Люкров, също Лукров или Локров, е деец на Охрана, Славяномакедонския народоосвободителен фронт и Народоосвободителния фронт в Костурско.

## Биография
Роден е в костурското село Въмбел през 1922 година. При разгрома на Гърция от Германия в 1941 година влиза в българската паравоенна организация Охрана. По-късно влиза в ЕЛАС. През юли 1944 година става член на Леринско-костурския батальон „Гоце“. По-късно е заместник-командир на Първа егейска бригада, създадена в Битоля. Заедно с бригадата се бори срещу силите на Бали Комбетар в Западна Македония. От май 1945 е в състава на четвърта бригада на Корпуса за народната отбрана на Югославия. От средата на 1946 се връща в Егейска Македония и влиза в ДАГ. Там става капитан и командир на чета. Умира в костурското село Костараджа.